# Scartella cristata
Scartella cristata es una especie de pez de la familia Blenniidae en el orden de los Perciformes.

## Morfología
• Los machos pueden llegar alcanzar los 12 cm de longitud total.

## Reproducción
Es ovíparo.

## Hábitat
Es un pez de mar y de clima tropical y asociado a los  arrecifes de coral que vive entre 0-10 m de profundidad.

## Distribución geográfica
Se encuentra en el  Atlántico occidental (desde Bermuda, Florida y el norte del Golfo de México hasta el Brasil), el Atlántico oriental (desde Mauritania y Islas Canarias hasta Mowe Bay - Namibia -), el Mediterráneo meridional (incluyendo Torremolinos y Taramay-cerca de Motril-en España, Sicilia y el Peloponeso-Grecia-),   Japón  y Taiwán.